# ソコーリニキ (トゥーラ州)
座標: 北緯54度04分 東経38度29分 / 北緯54.067度 東経38.483度

ソコーリニキ（ソコリニキ、ロシア語: Соко́льники、ラテン文字表記の例: Sokolniki）はロシア・トゥーラ州の東部にあった褐炭採掘の都市。州都トゥーラからは東へ83km。1958年に市となったが、2008年にノヴォモスコフスクに併合されその区となった。ノヴォモスコフスク中心部からは北東へ20km離れている。
人口は、2006年の推計で10,563人。合併前の2002年国勢調査では11,142人、1989年ソ連国勢調査では12,219人だった。

## 歴史
19世紀にはソコーリニキという村落が存在したが、モスクワ褐炭炭田の一部となる褐炭炭鉱が開発されることで大きくなった。1950年には住宅の建設が始まり、1958年に市となった。
1959年には16,100人を数えた人口も、以後は褐炭採掘の衰退と共に減少していった。独立した市だったソコーリニキは、トゥーラ州の法律によりノヴォモスコフスクへの併合が決ま、2008年10月24日に併合された。

## 産業
1990年代に褐炭炭鉱が閉鎖されて以降、ソコーリニキには大きな産業はない。ドンスコイやノヴォモスコフスクといった近隣の町への通勤者も見られる。16kmの長さの鉄道支線の終点があり、ノヴォモスコフスクやウズロヴァヤへの近郊通勤列車や貨物列車が出ている。